# Deutsche Meisterschaften im Synchronturnen 1996
Die Deutschen Meisterschaften im Synchronturnen 1996 wurden im Juni des Jahres 1996 in Berlin ausgetragen.
Bei diesen Trampolinturn-Meisterschaften kam es zu folgenden Ergebnissen.

## Herren
| Platz | Name                                                             | Verein                                                  | Punkte   |
| ----- | ---------------------------------------------------------------- | ------------------------------------------------------- | -------- |
| 1     | Juri Olbrich / Markus Thiel                                      | TV 1848 Erlangen                                        | 120,1    |
| 2     | Axel Luther / Ingo Krüger                                        | TuS Vahrenwald / VfL Grasdorf                           | 119,3    |
| 3     | Heiko Kraft / Christian Stapf sowie Michael Serth / Heiko Berger | Kempener TV / Toyota Köln und TV Schaafheim / Brackwede | je 116,5 |

Datum: 

## Damen
| Platz | Name                              | Verein                               | Punkte |
| ----- | --------------------------------- | ------------------------------------ | ------ |
| 1     | Gretje Reinemer / Birgit Jentzsch | Bückeburg / TG Jugenddorf Salzgitter | 121,0  |
| 2     | Hanni Huppertz / Alexandra Peters | Kempener TV                          | 117,9  |
| 3     | Jülide Hummel / Daniela Wagner    | Steglitzer SC Südwest 1947           | 116,4  |

Datum: 